# Колодное (Тернопольская область)
Колодное (укр. Колодне) — село в Збаражской городской общине Тернопольского района Тернопольской области Украины.
Код КОАТУУ — 6122484801. Население по переписи 2001 года составляло 1445 человек.
До 2020 года входило в Збаражский район.

## Географическое положение
Село Колодное находится на левом берегу реки Гнезна,
выше по течению на расстоянии в 3 км расположено село Витковцы,
ниже по течению на расстоянии в 2,5 км расположено село Новики,
на противоположном берегу — село Болязубы.
Через село проходит автомобильная дорога М-19 (E 85).

## История
- 1463 год — дата основания.

## Объекты социальной сферы
- Школа.
- Клуб.
- Фельдшерско-акушерский пункт.

## Достопримечательности
- Братская могила советских воинов.